# Nizami (stanice metra v Baku)
Nizami je stanice na lince 2 metra v Baku, která se nachází mezi stanicemi 28 May a Elmlər Akademiyası. Pojmenována byla po perském básníkovi Nizámím, který pocházel z Gjandži.

## Popis
Stanice byla otevřena 30. prosince 1976. Až do otevření úseku trati do stanice Memar Əcəmi v roce 1985 byla Nizami konečnou stanicí linky 2.
Stěny ve vstupní hale jsou vyloženy bílým mramorem. Podlaha ve vstupní hale je pokryta černou žulou a bílým a růžovým mramorem.
V interiéru stanice jsou použity motivy z národní architektury. Nádraží zdobí mozaikový portrét Nizámího a panely s motivy z jeho děl (od lidového umělce SSSR Mikaila Abdullajeva).